# Тринакия
Тринакия (Тринация) — в древнегреческой мифологии пустынный остров, где жили быки Гелиоса, за которыми присматривали две его дочери, Лампетия и Фаэтуза (Фаэтуса).

## Эпизод со спутниками Одиссея и быками
И Кирка, и тень Тиресия предупреждали Одиссея, что ему следует избегать острова Тринакия. Спутники Одиссея, причалив к острову после того, как их корабль смог счастливо миновать Сциллу и Харибду и оставаясь на острове около месяца, ослушались своего командира и, подначиваемые Еврилохом, когда Одиссей отошел помолиться за счастливое возвращение команды на Итаку, принесли этих быков в жертву богам. За это они были наказаны — после нескольких знамений и отплытия с острова в открытом море корабль поразила молния Зевса, которому Гелиос в случае отсутствия реакции на совершенное святотатство грозил зажечь солнце в подземном мире. Спасся только Одиссей, но и он был наказан — его возвращение домой было отложено на семь лет.
Тринакия Гомера затем отождествлялась с Сицилией и её название вновь переведено как Тринакрия. Однако она также ассоциируется и с Мальтой. В этом случае Сицилию воспринимают как место, где произошел эпизод с циклопом Полифемом.